# 勝浦漁港 (千葉県)
勝浦漁港（かつうらぎょこう）は、千葉県勝浦市の太平洋に面する第3種漁港である。南房総国定公園の区域内に位置し、外房地域漁業の流通・防災拠点漁港に位置付けられている。日本有数のカツオ水揚げ港である。

## 概要
- 管理者：千葉県農林水産部
- 所管庁：水産庁
- 漁業協同組合：勝浦漁業協同組合
- 組合員数：171人（正組合員106人、准組合員65人[3]）
- 漁港番号：1930030[4]
- 水揚量：32,187トン[3]

勝浦漁港は日本有数のカツオの水揚げ港であり、1990年には水揚げ港日本一を記録している。2000年からは、勝浦産のカツオをPRするために「勝浦港カツオまつり」が行われ、毎年大勢の観光客で賑わう。近年では「勝浦産カツオ」としてブランド化している。
水揚げされているカツオの半数以上は高知県や宮崎県などの県外所属の中型船が多く水揚げしており、漁協側も毎年積極的に受け入れている。また、県外船側も千葉県内の他の漁港よりカツオが高値で取引されるため、休場などで勝浦漁港に入港できない場合は、他の漁港に入港せず、海上に停泊することもある。秋から冬、そして春にかけては小型鮪延縄船が多く入港している。こちらも高知県、宮崎県、三重県、沖縄県、鹿児島県など県外所属船が多い。本マグロ、メバチ、キハダ、ビンナガ、カジキ類が水揚げされていて、水揚げ高も年々多くなってきている。
勝浦漁港で行われる競りは、入札方式で行われる。周辺一帯は南房総国定公園に指定されており、リアス式の海岸線が続いている。
勝浦漁港の周辺には、海上保安庁第三管区銚子海上保安部勝浦海上保安署と千葉県勝浦水産事務所があり、すずかぜ型巡視艇「かつかぜ」（CL-118）と千葉県漁業取締船「ふさかぜ」が勝浦漁港を母港としている。

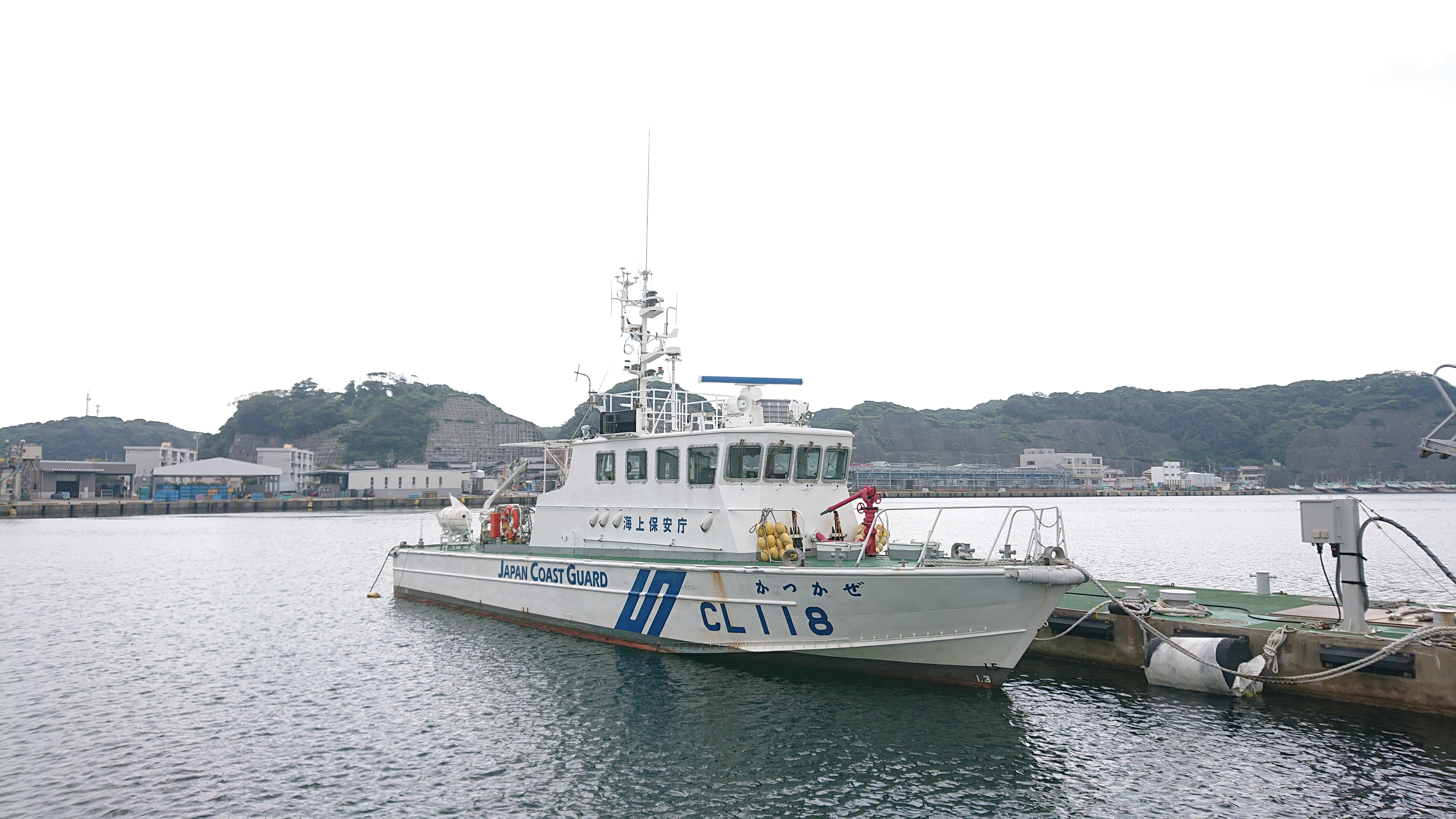
海上保安庁巡視艇「かつかぜ」
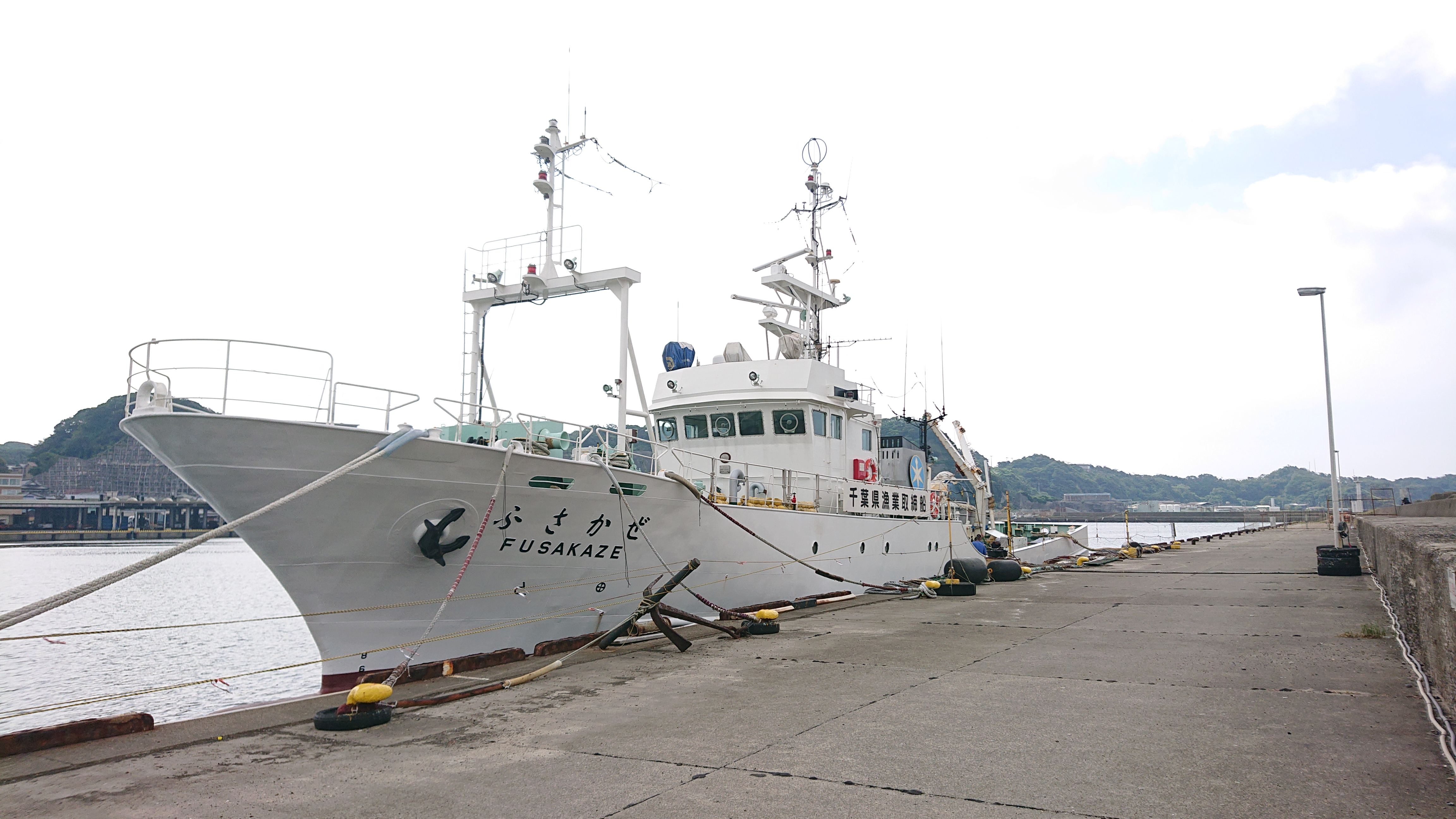
千葉県漁業取締船「ふさかぜ」

## 沿革
- 1951年（昭和26年）7月10日 - 第3種漁港に指定（農林省告示第255号[5]）
- 1986年（昭和61年）11月14日 - 海岸保全区域指定（千葉県告示第1060号[5]）

## 主な魚種

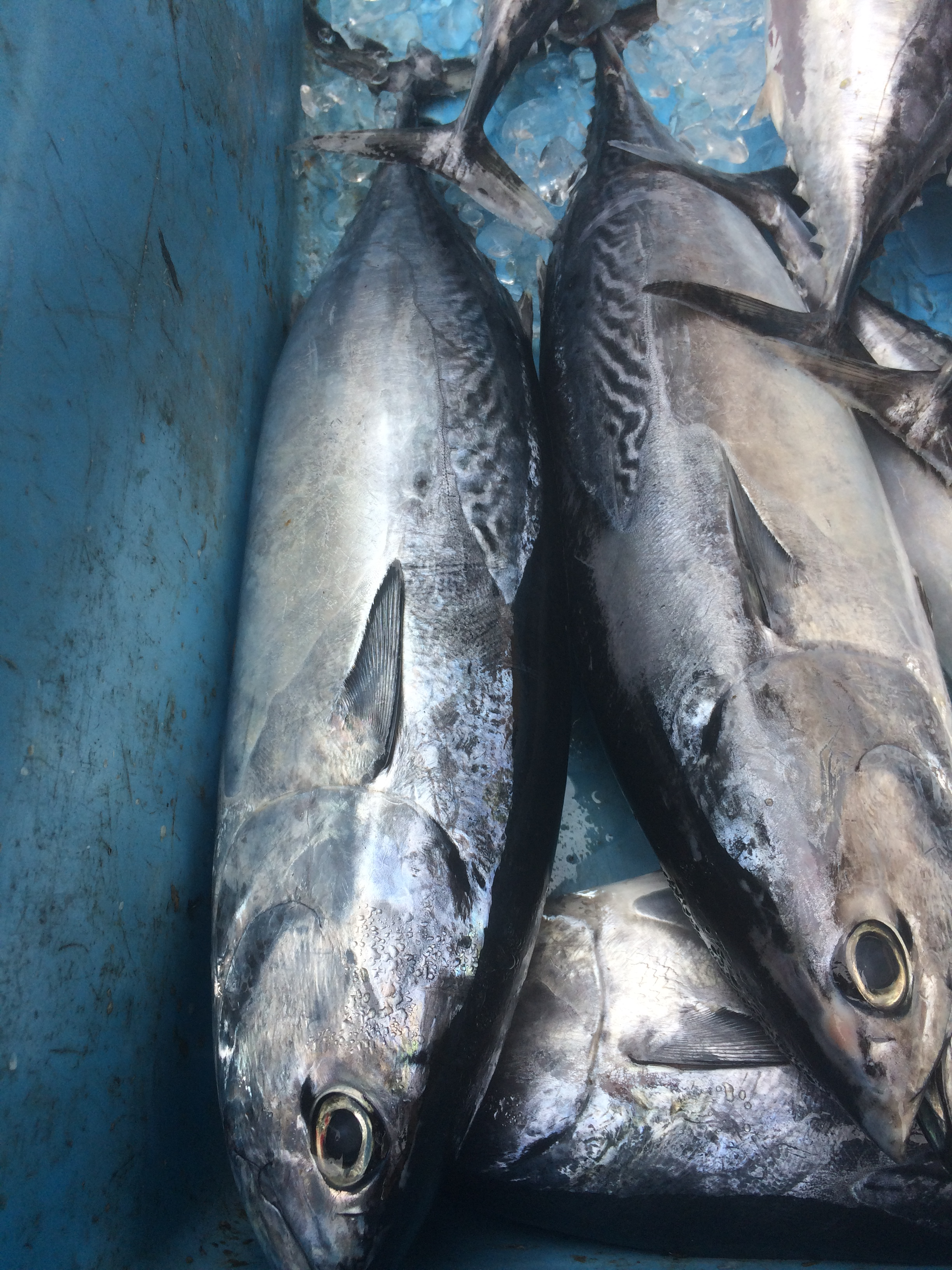
勝浦朝市に並ぶソウダガツオ（ヒラソウダ）

水揚げされる代表的な魚介類一覧。
- カツオ類
- イセエビ
- キンメダイ
- マグロ類
- カジキ類
- スルメイカ
- アワビ類
- サザエ

### プライドフィッシュ
プライドフィッシュに選定されている魚介類一覧。
- アワビ（旬：5 - 9月）
- イセエビ（旬：8 - 10月）
- カツオ（旬：3 - 5月）
- キンメダイ（旬：3 - 5月）
  - 勝浦沖のキンメダイ。釣り上げ直後の船上から産地市場まで、徹底した低温管理を行うことで高鮮度を維持[11]。
- マカジキ（旬：11 - 2月）

### 千葉ブランド水産
千葉ブランド水産物認定制度によりに認定されている魚介類一覧。
- 外房つりキンメダイ
- 勝浦産ひき縄カツオ
- 外房イセエビ
- 外房アワビ

## 主な漁業
- 延縄
- 一本釣り（近海カツオ漁[13]）

## イベント
勝浦漁港で行われる主なイベント。
- 勝浦港カツオまつり
- かつうら若潮まつり（花火大会）
- 勝浦大漁まつり（第4日目・船渡し）